# Skogsskötselsystem
Skogsskötselsystem är ett nyare ord för det som tidigare kallades skogsbrukssätt. Det är ett "system enligt vilket skogsbestånd vårdas, skördas och ersätts med ny skog".
Man skiljer idag på två skogsskötselsystem: trakthyggesbruk och blädningsbruk.
Trakthyggesbruk innebär att man etablerar den nya generationen samtidigt över en stor areal. Under uppväxten vårdas beståndet med olika former av röjning och gallring, för att slutligen skördas genom någon form av slutavverkning, varpå ett nytt bestånd kan anläggas och cykeln upprepas. 
Det tydligaste kännetecknet på skog som sköts med trakthyggesbruk är att skogen är enskiktad, det vill säga alla träd är ungefär lika höga och det finns ett tydligt krontak. Även skärmställning hänförs till trakthyggesbruk trots att skogen ofta är tvåskiktad under föryngringsfasen, eftersom den ungskog som så småningom skapas blir enskiktad.
Blädningsbruk förutsätter att man har en fullskiktad skog, det vill säga en skog som har träd i alla höjdklasser, från små plantor till stora träd, i alla delar av skogen, och det alltid finns fler små än stora träd.